# 灰燕鸻
灰燕鴴（學名：Glareola lactea）是鴴形目燕鴴科燕鴴屬下的一種鳥類。這種鳥類主要分佈於印度、孟加拉國、巴基斯坦及附近周圍的國家，居住於有水域的低海拔地帶，如沙地或沼澤地帶。也會隨季節做一定程度上的遷徙。牠們以昆蟲為食，善飛行也善跑步以追逐獵物。
其全身以沙灰或奶茶般的顏色為主，並在夏季與冬季時有不同的特徵：夏季時脖子整區偏黃，並有著深色的嘴角；到了冬天則變成具有斑點的脖子及淺色嘴角。這種鳥類通常群體活動，繁殖時不築巢，僅在沙地上挖出淺坑及舖上一些枯草後就產2—4枚灰色或黃色而帶有斑點的卵。因為目前並沒有相關證據顯示牠們有遭遇任何重大威脅或有數量下降的證據，故在《國際自然保護聯盟瀕危物種紅色名錄》被列為無危物種。

## 物種命名與分類
該物種由荷蘭動物學家康拉德·雅各·特明克首次於1820年於其著作《鳥類學手冊》（Manuel d'ornithologie）中首次被正式描述。其模式產地位於孟加拉國。
屬名來自拉丁文的略稱，意為「礫石」。:174種小名則源自拉丁文，意為「乳白色的」或「像牛奶一樣的」。:217
灰燕鴴與分佈於非洲的白翅燕鴴是一對超種，兩者習性及棲地相當類似，這是由於曾連結亞洲及非洲兩地的林地走廊因氣候變化被摧毀後各自分化的緣故。目前並沒有亞種分化，是單型種。

## 形態描述

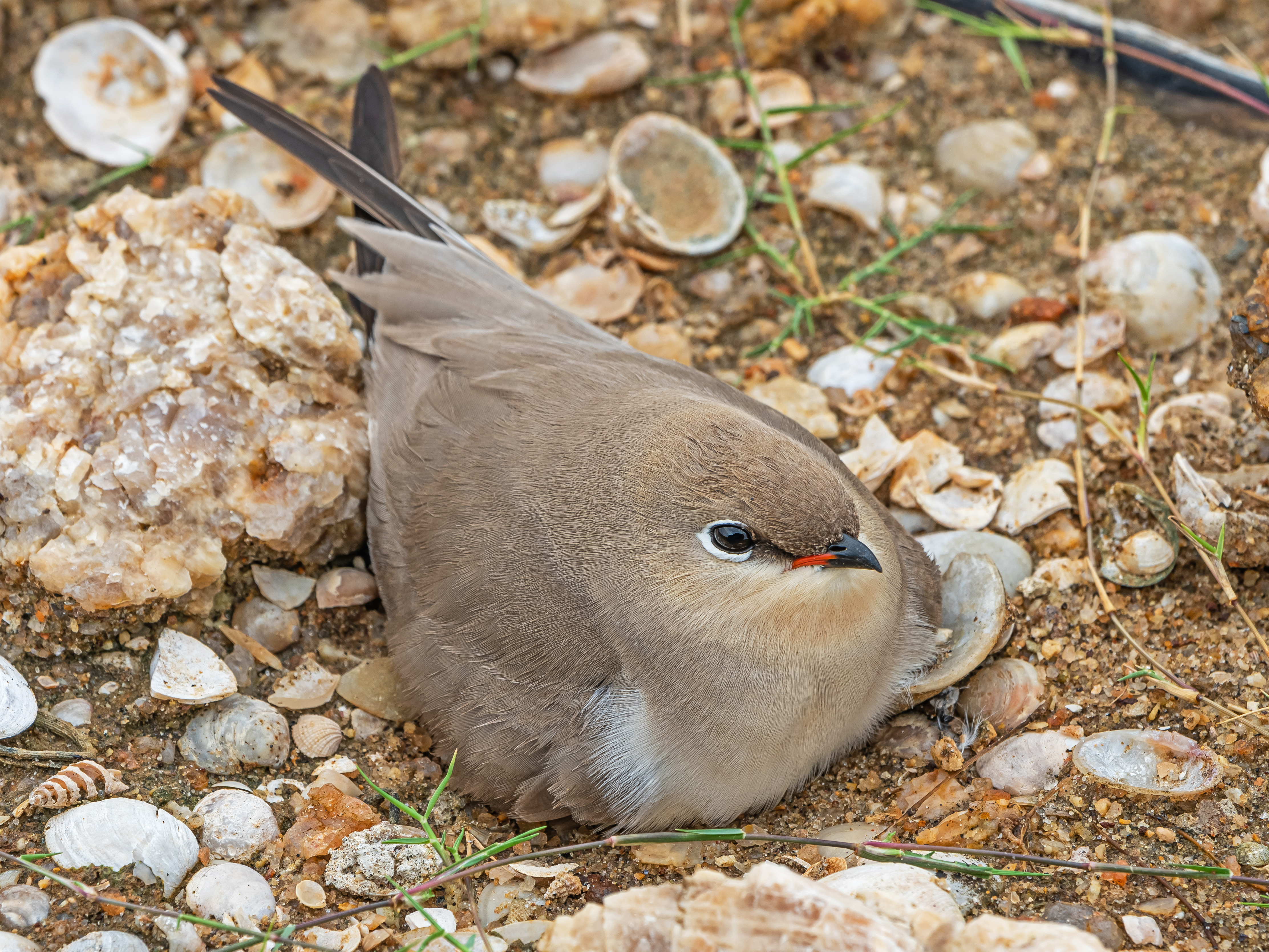
灰燕鴴夏羽型態的俯視照片，攝於斯里蘭卡本達拉野生公園

灰燕鴴的體長約15.5—19公分，體重約37—44公克（平均39.8公克）。鳥喙寬平均4.2公釐、深平均4.4公釐；翼展在42—48公分之間，翼長13.6—16.3公分（平均14.7公分）；跗蹠長19—22公釐（平均21.0公釐）；尾長50—57公釐（平均51.4公釐）。
這種鳥類的體型較小，主要呈沙灰色，其中頭部前端由較深的棕灰色過渡至淡灰色頭頂到淺灰棕色後頸。嘴邊及眼睛處黑色，胸部呈褐灰色，而腹部呈白色。翅膀摺疊時的初級飛羽會超出尾羽，次級飛羽上有白色斑塊，翼下覆羽呈黑褐色，飛行時可從下方見到寬白色帶跟另一條黑色帶呈明顯對比。尾部末端呈方形或稍微分叉，並帶有黑色帶紋。腿灰黑色，相對較短。成鳥在夏季的繁殖期時，嘴角處顏色較深、喉部呈淡黃色或粉褐色調；到了冬季的非繁殖期時，嘴角顏色轉淡、喉部則是多了不規則的淡褐色條紋。兩性不具有異形性，故長相類似。
幼鳥的下巴呈白色，上半身具有不明顯的淡黃色毛和棕色的斑塊。肩羽和三級飛羽帶有褐色，整體較類似於冬羽時的成鳥。剛孵化的雛鳥為灰白色、帶有淺褐色和灰黑色的細小斑點，眼後方會有一條狹窄的黑色線條；下半身呈白色。其偏小的體型及淺色羽毛不難與同地區的其他濱海鳥類區分開來。不過與其近親白翅燕鴴不同之處是其頭部是單色，翼下覆羽則較暗淡。

## 分佈及遷徙

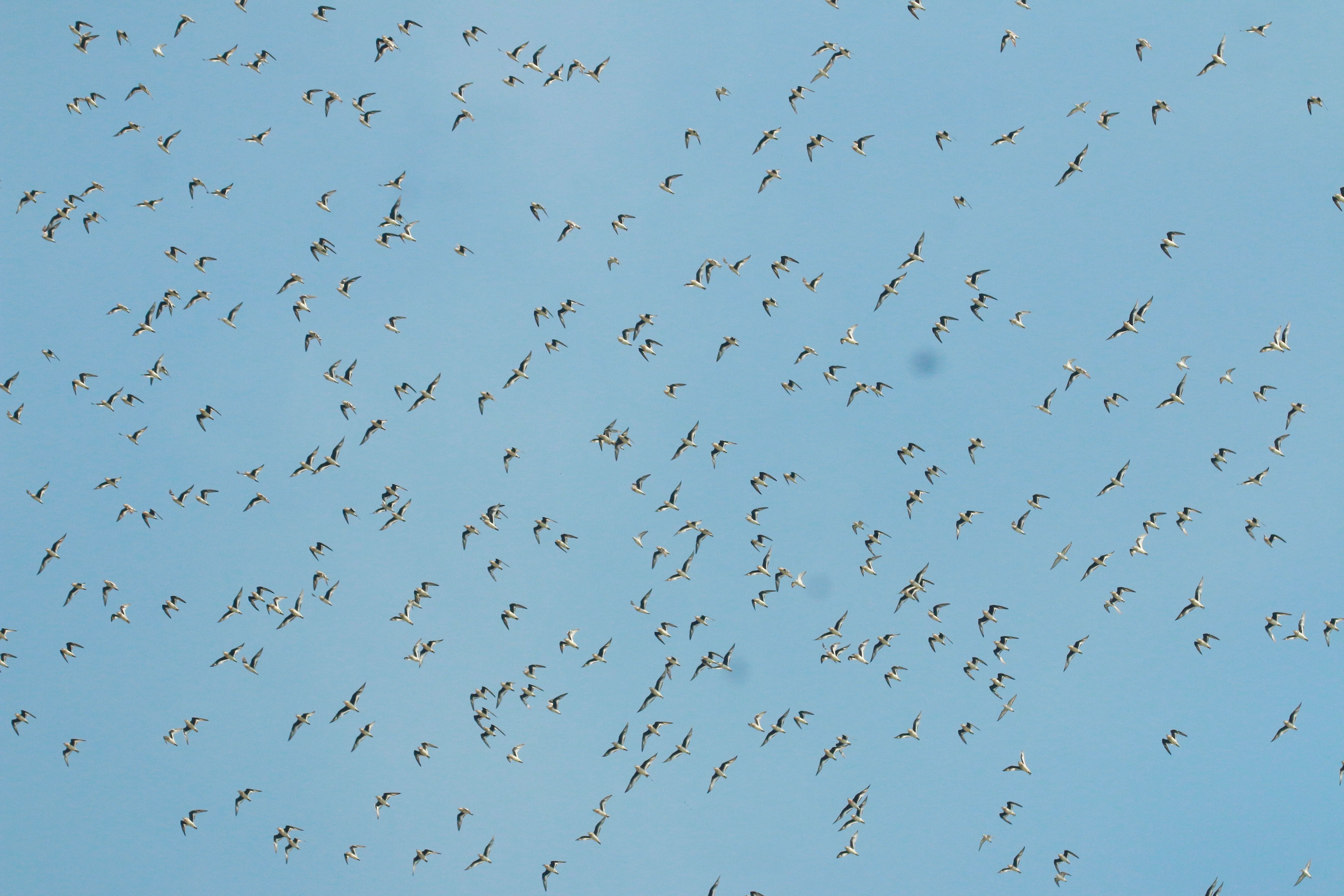
成群飛行的灰燕鴴，攝於印度伯拉卡德縣

其分佈相當廣泛，但集中於局部地區。有所分佈的國家包含阿富汗東部、巴基斯坦、印度、斯里蘭卡、孟加拉國、中國（雲南南部）、緬甸、泰國、老撾和柬埔寨。在印度南部數量較為稀少，在夏季的季風期間會到訪印度西北部和巴基斯坦，並有一些個體可能會停留在當地過冬。部分地區的灰燕鴴受到水位變化的影響，會在8—4月之間沿著河流下游遷徙。有一些灰燕鴴會在11—3月時跨海到阿曼及波斯湾附近過冬。而11—1月時也會有一些個體移動到馬來半島南部過冬，最遠南至新加坡。2017年時則開始有發現牠們在越南繁殖的記錄。
這種鳥類多生活在平緩的大型水體如大河流、湖泊、沿海沼澤地跟潟湖，並也在沙灘或礫石灘邊活動。非繁殖期時也會出現於河口和海邊水塘邊的沙地上。

## 習性

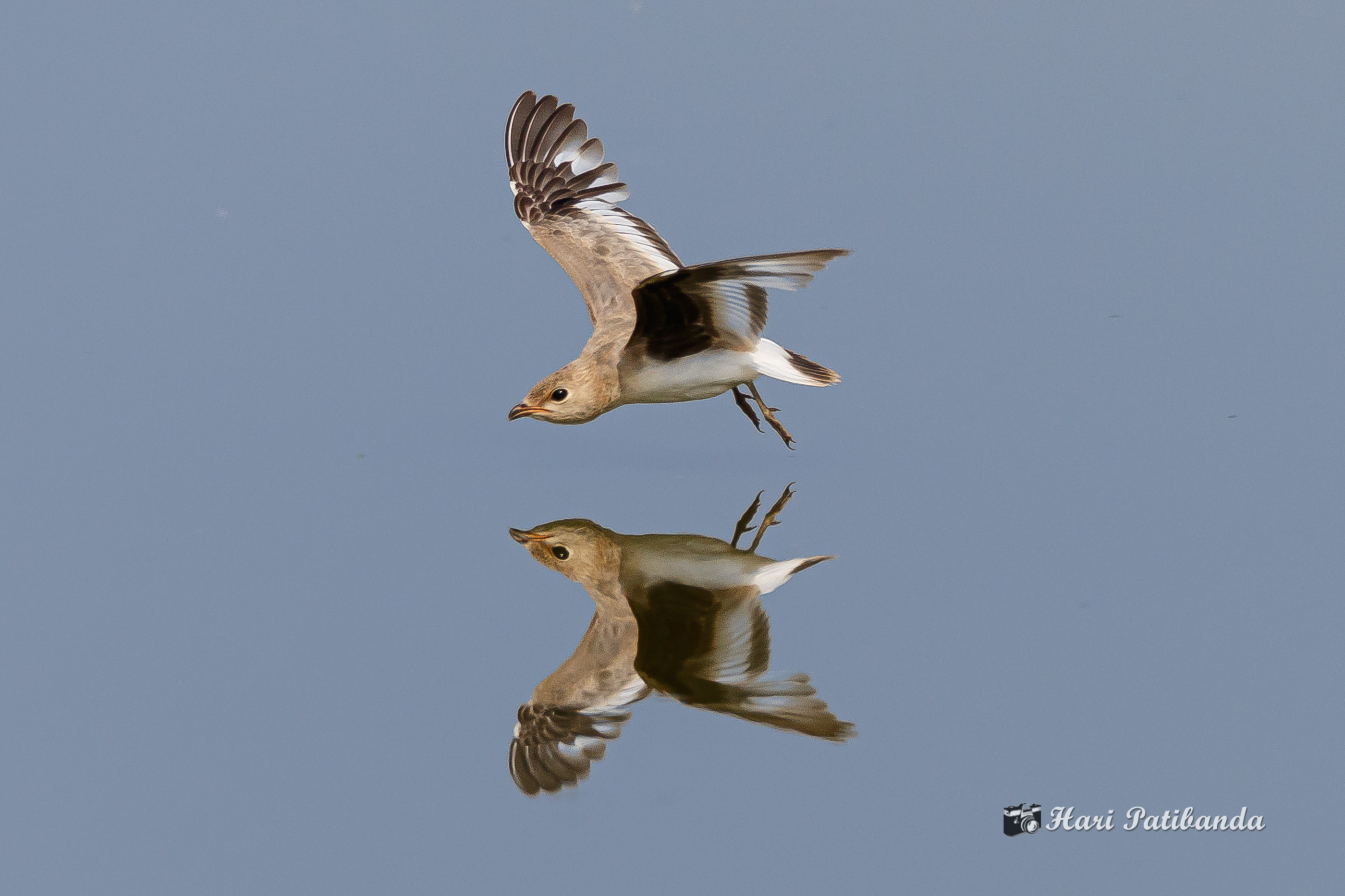
灰燕鴴飛行在水面上，攝於印度海得拉巴Osman Sagar湖

灰燕鴴主要在黃昏活動，常常成群結隊。牠們會利用假裝受傷的方式來轉移捕食者的注意。其飛行敏捷，常在水面上的高空中飛行，並也善於在地面上奔跑。
這種鳥類與人類親近，但可能由於特徵並不明顯而導致常常被人類忽略。

### 食性
灰燕鴴主要吃甲蟲、白蟻、蒼蠅和其他半翅目昆蟲。並也吃其他小型甲殼動物跟軟體動物。
主要在水面和沼澤地上空飛行，在空中捕食；也會在地上追捕獵物。

### 繁殖

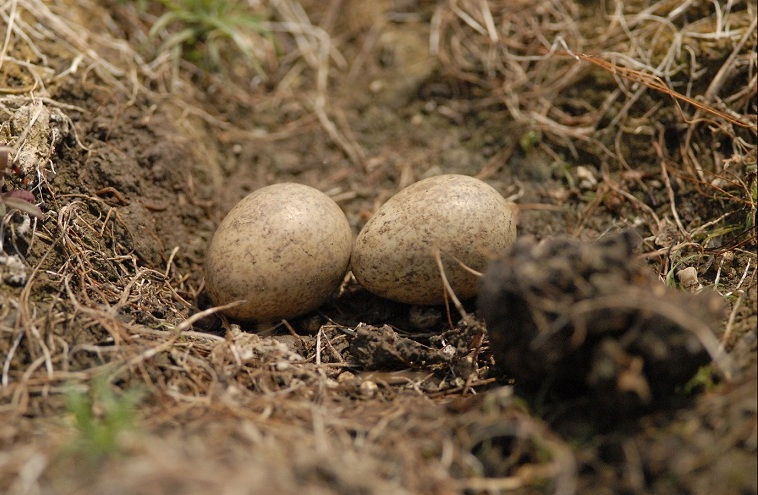
灰燕鴴的巢穴及卵

這種鳥類行群體繁殖，通常同一地區內會有十幾個巢位。繁殖季多在3—5月之間，在印度及斯里蘭卡則在2—4月之間。其繁殖地會與、黑腹燕鸥及剪嘴鸥共用。
牠們通常不築巢，以在沙洲上挖掘淺坑及舖上少許枯草就產卵。每次產卵2—4枚，卵的顏色包含灰色、淡綠色、沙黃色或橄欖綠色，並帶有紅褐色的小斑點。大小約長24—29公釐、寬19—22公釐。雌雄會輪流孵卵，約17—18天後孵化。成鳥會在回巢前以腹部沾水以冷卻卵。幼鳥的離巢期則未有記錄。

### 叫聲
其叫聲通常為短促的「tuk、tuk、tuk」，但受驚擾時則發出高音調的「tiririt、tiririt」焦慮聲。「temik-temik-temik」可在宣傳自身時聽到，而孵卵時則有記錄到短促的「tuck-tuck-tuck」聲音。

## 數量與保護情況

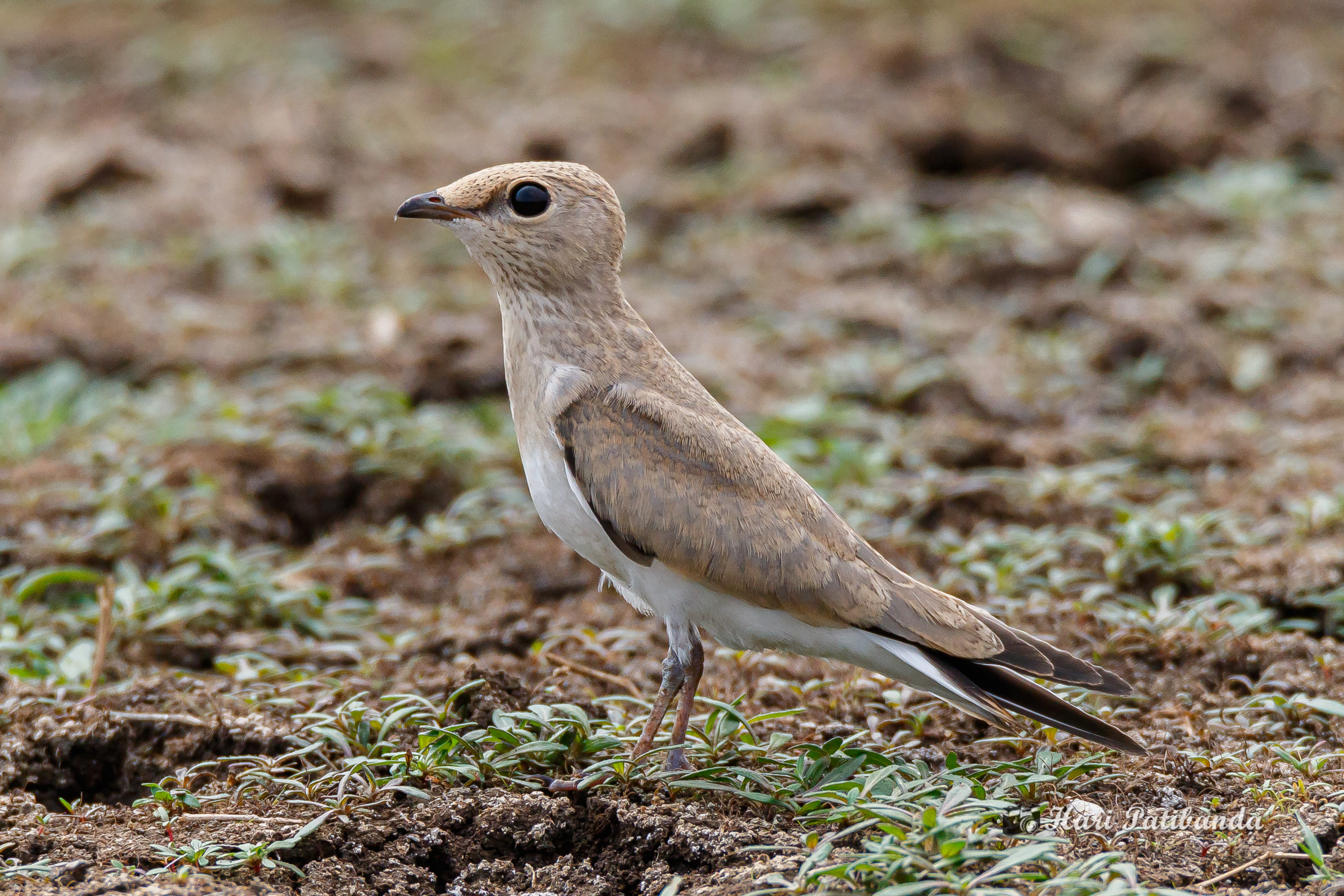
灰燕鴴未成年個體

其總體數量於1996年的預估約有1萬至10萬隻，但在2021年的模型中推測約有615萬隻。1983年在尼泊爾奇特旺曾見2000隻灰燕鴴形成的大群體。因其族群趨勢變化未知，但缺乏任何有數量下降或存在重大威脅的證據下，被推斷其族群穩定，在《國際自然保護聯盟瀕危物種紅色名錄》被評為無危物種。

## 外部連結
- VIREO上灰燕鴴的圖片
- Xeno-canto上灰燕鴴的叫聲 （页面存档备份，存于）
- 英國鳥類學家約翰·古爾德於1883年的《亞洲鳥類》中關於灰燕鴴的描述 （页面存档备份，存于）